# Het Kleindiep
Het Kleindiep is een riviertje binnen de stadsgrachten van Dokkum. Het riviertje loopt van de Dokkumer Ee bij de molen Zeldenrust op het Baantjebolwerk, oostwaarts naar de De Zijl (de vroegere sluis), waar het aansluit op het Dokkumergrootdiep.

## Geschiedenis
Dokkum is waarschijnlijk ontstaan op de terp die nu onder de Markt ligt. Ten zuiden van deze terp liep een open zeearm, of rivier (het huidige Dokkumer Diep), die het overtollige water van het Oostergo, de omgeving van Dokkum, richting het oosten afvoerde naar wat later de Lauwerszee zou worden. Dankzij deze rivier had de nederzetting een verbinding met de zee, zodat tijdens de Middeleeuwen de plaats kon uitgroeien tot een stad.
Om de invloeden van eb en vloed te beteugelen werden in die rivier sluizen aangelegd. Eerst ten westen van Dokkum, met namen als "Leppezijl", of "Alde Syl", maar in 1583 werd er een sluis in Dokkum zelf aangelegd; de Zijl. Ten oosten van deze sluis bestond nog steeds de open verbinding met de zee, het Dokkumer Diep. Ten westen van de sluis ontstond een zoetwaterverbinding met Leeuwarden, de Leeuwarder Vaart en later de Dokkumer Ee genoemd.
In 1585 werden er rond Dokkum vestingwallen aangelegd, de bolwerken. Het water direct ten westen en oosten van de Zijl viel nu binnen de stadsgrachten en werd samen "Het Diep" genoemd. Het water kwam in het westen Dokkum binnen via de zogenaamde "Drie Pijpen", een poort in de stadsomwalling. Deze poort met het poortwachtershuisje is in 1836 weer afgebroken. De verbinding in het oosten bleef open bij de Oosterpoort, die feitelijk slechts uit een ophaalbrug bestond. Omdat het oostelijk deel van het Diep een open verbinding bleef houden met de zee, werd dit stuk op een gegeven moment Grootdiep genoemd, waarna het kleine, westelijke deel logischerwijs de naam Kleindiep kreeg.

## Betekenis voor de stad
Het Grootdiep en het Kleindiep vormen samen met de Zijl een belangrijk en herkenbaar gebied in het midden van Dokkum. Als geheel worden ze ook beschermd als Rijksmonument. Het brede water vormde een ideale haven, waarbij het Grootdiep de buitenhaven vormde en het Kleindiep de binnenhaven. Aan beide kanten van het water waren kades met verlaagde losplaatsen, waar schepen van over zee hun handelswaar losten. Deze verlaagde loskades zijn nog steeds aanwezig. Langs de kades verrezen pakhuizen, kroegen, fabriekjes en een brouwerij.
Dicht bij de lossende schepen werd volop handel gedreven. Verschillende markten kregen een eigen plaats langs de kade. Tegenwoordig herinneren enkele straatnamen nog aan deze handelsplaatsen. Vanaf de Zijl gezien bevindt Vleesmarkt zich aan de linkerkade, terwijl aan de rechterkade de Suupmarkt en de Turfmarkt liggen. Op de Suupmarkt werd vooral zuivel verhandeld, de naam "Suup" komt van het Friese woord "soepe", wat karnemelk betekent.

## Elfstedentocht
Tijdens de elfstedentocht komen de deelnemers de binnenstad van Dokkum binnen op Het Kleindiep. De schaatsers moeten onder de boogvormige brug (Bontebrug) door, om hun stempel te halen. Bij de stempelpost op het Kleindiep bevindt zich het keerpunt, waarna de schaatsers het laatste terug over de Dokkumer Ee richting Bartlehiem en Leeuwarden opgaan. Ter herinnering aan dit keerpunt is aan de Suupmarkt een bankje geplaatst in de vorm van een Friese doorloper.